# Iragoides basifusca
Iragoides basifusca är en fjärilsart som beskrevs av Ricardo Kawada 1930. Iragoides basifusca ingår i släktet Iragoides och familjen snigelspinnare. Inga underarter finns listade i Catalogue of Life.